# Kościół Chrystusa Króla we Wrocławiu (Tymczasowy)
Kościół Chrystusa Króla we Wrocławiu – nieistniejący kościół katolicki znajdujący się przy ulicy Głogowskiej we Wrocławiu, pełniący rolę tymczasowego kościoła filialnego parafii św, Mikołaja. 
Świątynia została wzniesiona w latach 1932–1933 według projektu A. Trumpkego. Zbudowany na planie prostokąta o wymiarach 30 m x 13,4 m, nakryty 4-spadowym dachem, zwieńczony sygnaturką, mieścił suterenę, mieszkanie i nawę. Główna klatka schodowa znajdowała się w sąsiednim budynku.